# 1555 Dejan
1555 Dejan eller 1941 SA är en asteroid i huvudbältet, som upptäcktes den 15 september 1941 av den belgiske astronomen Fernand Rigaux i Uccle. Den har fått sitt namn efter sonen till den serbiske astronomen Petar Đurković.
Asteroiden har en diameter på ungefär 23 kilometer.